# Sertralin
Sertralin, poznat i kao Zoloft, antidepresiv je koji spada u skupinu lijekova koji sprječavaju ponovni unos serotonina u neuron (eng. selective serotonin reuptake inhibitor – SSRI). Koristi se u liječenju depresije, socijalne anksioznosti, paničnog poremećaja, opsesivno-kompulzivnog poremećaja te PTSP-a.

## Doza lijeka
Doziranje varira, no uobičajena doza za većinu indikacija je 50 mg dnevno. U praksi doziranje gotovo nikada ne premašuje 200 mg dnevno. Sertralin može uzrokovati nesanicu pa ga je uputno uzimati ujutro. Uobičajena doza za djecu i adolescente je 25 mg dnevno.

## Nuspojave
Poremećaj ejakulacije u muškaraca, suha usta, povećano znojenje, svrbež, anoreksija, nauzeja, dispepsija, nesanica.

## Interakcije
Postoje interakcije sertralina s cimetidinom, varfarinom te nekim drugim lijekovima koji utječu na rad središnjeg živčanog sustava.

## Napomena
Sertralin ne stvara fizičku ovisnost, iako je pitanje ovisnosti o nekom preparatu često povezano s tipom osobnosti bolesnika. Naime, osobe s poremećajima osobnosti iz skupine B (eng. Cluster B) pod povećanim su rizikom za zlouporabu tvari. 
Sertralin u pravilu ne uzrokuje debljanje, štoviše zabilježene su i zlouporabe sertralina za mršavljenje. 
Konzumaciju alkohola za vrijeme liječenja sertralinom treba izbjegavati zbog depresivnog učinka na središnji živčani sustav.